# Michaił Starostin
Michaił Leontjewicz Starostin, ros. Михаил Леонтьевич Старостин (ur. 24 lutego 1955 w Ufie) – rosyjski żużlowiec.
Dwunastokrotny medalista indywidualnych mistrzostw Związku Radzieckiego: pięciokrotnie złoty (1979, 1980, 1981, 1983, 1990), dwukrotnie srebrny (1982, 1987) oraz pięciokrotnie brązowy (1977, 1978, 1984, 1991, 1992). Czternastokrotny medalista indywidualnych mistrzostw Rosji: siedmiokrotnie złoty (1975, 1981, 1985, 1986, 1987, 1990, 1991) oraz siedmiokrotnie srebrny (1976, 1982, 1988, 1989, 1997, 1998, 2000).
Dwukrotnie startował w finałach indywidualnych mistrzostw świata, w latach 1979 (Chorzów – XIII m.) oraz 1982 (Los Angeles – XVI m.). W 1981 r. reprezentował Związek Radziecki podczas finału drużynowych mistrzostw świata (Olching – IV m.). W 1991 r. zajął V m. w finale Pucharu Mistrzów w Elgane. Trzykrotnie startował w finałach klubowego Pucharu Europy, w latach 1998 (Bydgoszcz – III m.), 2000 (Piła – II m.) oraz 2001 (Dyneburg – II m.), za każdym razem w barwach klubu Lukoil Oktriabskij.
Przez trzy sezony startował w rozgrywkach polskiej II ligi, reprezentując kluby Śląska Świętochłowice (1992), Wandy Kraków (1993–1995) oraz LKŻ-u Lublin (1996).
W 1994 r. zajął II m. (za Adamem Łabędzkim) w rozegranym w Świętochłowicach memoriale im. Jana Ciszewskiego.
W 2013 r., w wieku 58 lat, ponownie pojawił się na torze, startując w jednym z biegów memoriału Damira Sajfutdinowa (ojca Emila Sajfutdinowa) w Saławacie.